# Amando Pablo, odiando Escobar
Amando Pablo, odiando Escobar (Amando a Pablo, odiando a Escobar) è un libro della scrittrice e giornalista colombiana Virginia Vallejo, pubblicato per la prima volta nel settembre del 2007 e di nuovo nell'ottobre del 2017.

## Trama
Il libro descrive la sua relazione amorosa con il capo del Cartello di Medellín, Pablo Escobar Gaviria, tra 1983 e il 1987; inoltre, mette in luce le relazioni del suo amante con la classe politica del suo Paese, tra cui i presidenti Alfonso López Michelsen, Ernesto Samper Pizano e Álvaro Uribe Vélez, con le dittature e i governi dei Caraibi, e con i gruppi paramilitari della Colombia. Un capitolo completo è dedicato alla presa del Palazzo di Giustizia del 1985, finanziata da Escobar, e un altro capitolo è dedicato alle relazioni con Cuba e l'era del narcoterrorismo.

## Reazioni
L'ex presidente Álvaro Uribe ha negato le affermazioni di Virginia Vallejo. Uribe ha accusato Gonzalo Guillén, inviato de El Nuevo Herald in Colombia, di essere implicato nella stesura del libro. Il giornalista ha negato qualsiasi cooperazione con l'autrice, ma nelle 48 ore seguenti le affermazioni ricevette 24 minacce di morte da parte di gruppi paramilitari e si vide costretto a fuggire dal Paese. Successivamente, il giornalista Daniel Coronell evidenziò come nella rivista El Mundo de Medellín, di giugno 1983, si trovasse conferma che un moderno elicottero di proprietà di Pablo Escobar fu inviato a raccogliere il cadavere di Alberto Uribe e portarlo alla sua tenuta a Medellín (Alberto Uribe Serra, padre di Álvaro Uribe, fu assassinato dalle Forze Armate Rivoluzionarie della Colombia - Esercito del Popolo in un tentativo di sequestro).